# パンサー・デ・ビル
パンサー・デ・ビル（あるいはパンサー・ド・ヴィル、英：Panther De Ville）は、1974年から1985年までイギリスの高級車専門メーカー「パンサー・ウェストウインズ」が生産したネオクラシック・ラグジュアリーカー（高級車）である。カーデザイナーであるロバート・ヤンケルは、歌手のエルトン・ジョンや俳優のオリヴァー・リードなどの成金の好みに合わせてパンサー・デ・ビルを設計した。約60台のパンサー・デ・ビルが手作りで製造され、11台の2ドア・コンバーチブル（イギリスで最も高価な量産車）と、ピンクとゴールドの6ドアのリムジンが入っていた。
ホイールベースは142インチ(3600 mm)で、フレーム形式のパンサー・デ・ビルはジャガーの直列6気筒またはV型12気筒というエンジンを搭載している。流線形のウイングラインと大きな前照灯を配備しているパンサー・デ・ビルは、ブガッティ・ロワイヤルを模している。パンサー・デ・ビルのコックピットは近代的で、戦前の外観にはない。
パンサー・デ・ビルはジャガーのサスペンション、パワーステアリング、自動変速機を搭載しているため、運転は簡単で、かなりのスピードを出すことができたが、空力の悪さは最高速度を下げることを覚えた。内装は豪華で、テレビとバーがついている。パンサー・デ・ビルのドアはBMC・ADO17のファミリーカーから出てきた。
ディズニーの1996年の実写映画『101』とその続編『102』で、クルエラ・デ・ビルの愛車はパンサー・デ・ビルだった。この採用されたパンサー・デ・ビルは改造され、ジャガーのエンジンをシボレー スモールブロックV8エンジンに替え、高度な運転技術の過酷さにも耐えるようにした。
パンサー・デ・ビルの塗装は、アレキサンダー・ミチェル（Alexander Mitchell）の手によるものとされてきた。
| 映画ではクルエラ・デ・ビルが運転する特製のパンサー・デ・ビル。 |  | 映画ではクルエラ・デ・ビルが運転する特製のパンサー・デ・ビル。 |
| 映画ではクルエラ・デ・ビルが運転する特製のパンサー・デ・ビル。 |  |                                                                |